# Langelandsbelt
Als Langelandsbelt (dänisch Langelandsbælt) wird das schmale Gewässer zwischen der Insel Langeland und der Insel Lolland bezeichnet. Am südlichen Ende öffnet es sich zur westlichen Ostsee, während es am nördlichen Ende in den Großen Belt übergeht.
Es ist ein wichtiges Fahrwasser für die Schifffahrt auf ihrem Weg in oder aus der östlichen bzw. südlichen Ostsee.
Entsprechend ist hier massiver Schiffsgüterverkehr sowie Fährverkehr anzutreffen. Neben dem Öresund bildet es den einzigen Zugang der Großschifffahrt zur Nordsee bzw. zu den östlichen Ostseeanrainern, da hier eine als Deep-Water-Way (DW) gekennzeichnete Rinne die Passage auch für tiefgehende Schiffe ermöglicht.